# 聖アンデレ (リベーラの絵画)
『聖アンデレ』(せいアンデレ、西: San Andrés、英: Saint Andrew) は、スペインのバロック絵画の巨匠ホセ・デ・リベーラが1631年ごろ、キャンバス上に油彩で制作した絵画である。スペイン王室のコレクションに由来する作品で、1700年からエル・エスコリアル修道院に収蔵されていたが、1837年以来、マドリードのプラド美術館に所蔵されている。

## 作品
リベーラは、本作で聖ペテロの兄弟であった聖アンデレを深遠な高貴さをも備えたモデルの粗野な身体を通して表している。髪と髭が白い老齢のアンデレは上半身裸の半身以上の姿で、暗い背景の中に立っている。彼の深く瞑想にふけるメランコリックな表情は、まもなく自身に訪れる殉教を予感しているかのようである。

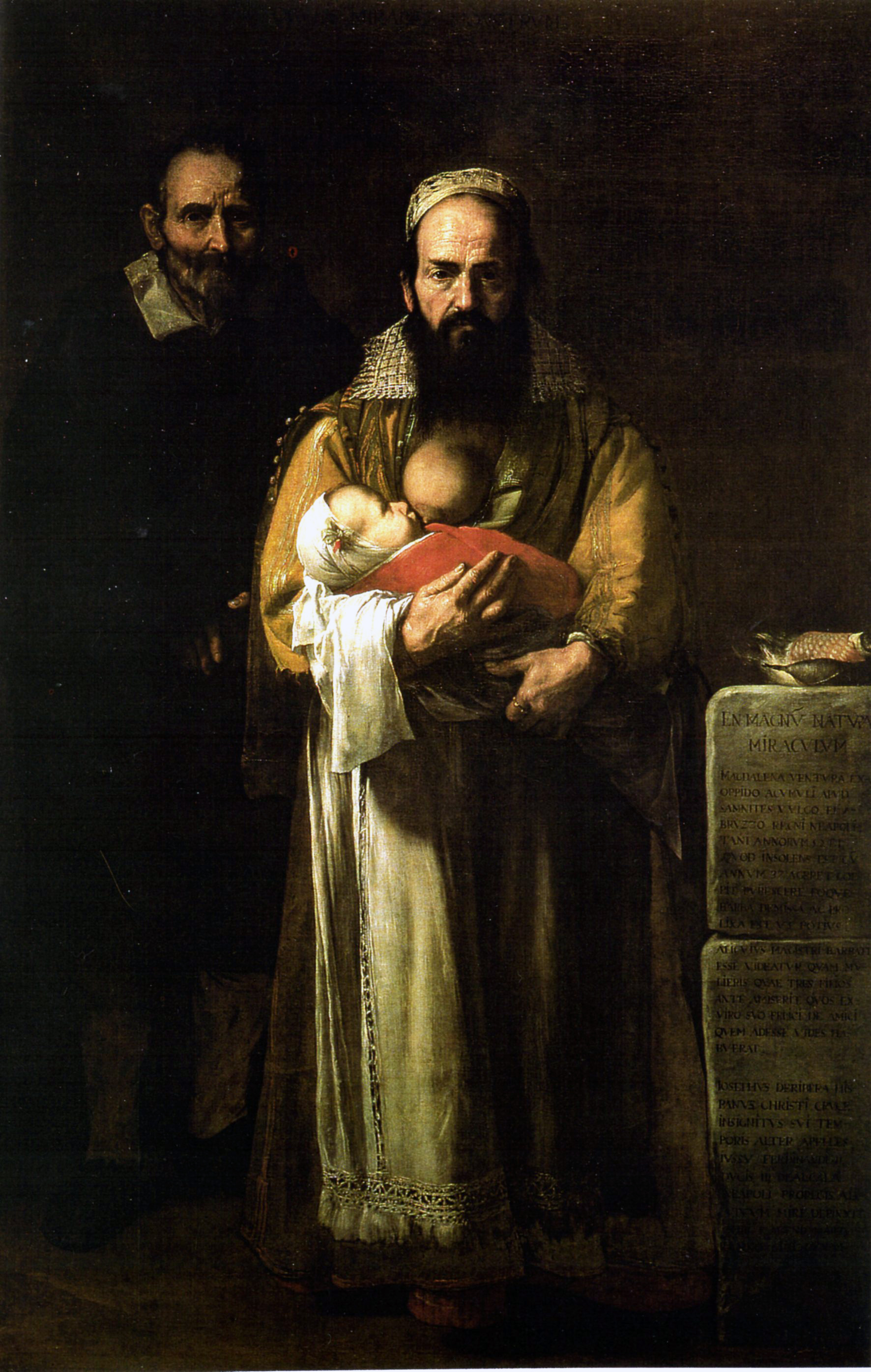
リベーラ『マグダレーナ・ベントゥーラと夫、息子』 (1631年)、メディナセリ侯爵家財団 (プラド美術館に寄託)

アンデレは左手で十字架を、右手で魚の口に入った釣り針を持っている。彼はX字型の十字架に磔にされ殉教したので、その十字架はアンデレを指し示すアトリビュート (人物を特定する事物) となっている。また、画面下部左端にある魚は、アンデレがイエス・キリストに召命される前に漁師として生計を立てていたことだけでなく、使徒である聖人の「魂の釣り人」としての使命に言及したものである。
図像的モティーフが人物をアンデレとして特定するように、絵画の様式も画家とおよその制作年を間違いなく特定する。すなわち、明瞭なテネブリスム、暗い背景の中に聖人の顔と身体の量感を生み出しつつ際立たせる明暗の対比、精緻であると同時に非常な表現力を持つ厚塗りの筆致、均衡のある力強い古典的構図のすべてがリベーラの円熟期の特徴であり、この絵画が1620年代末あるいは1630年代初期の制作であることを示している。
この時期に画家はテネブリスムの可能性を広範に探求し、人物の身体に注意を引くべく暗色の背景を用いた。人物像は、手に触れることができるかのような実在感を与えられている。こうした特質は、1630年ごろの哲学者の肖像や『マグダレーナ・ベントゥーラと夫、息子』 (メディナセリ侯爵家財団) などの作品に見て取ることができる。